# Marsas (Żyronda)
Marsas – miejscowość i gmina we Francji, w regionie Nowa Akwitania, w departamencie Żyronda.
Według danych na rok 1990 gminę zamieszkiwało 806 osób, a gęstość zaludnienia wynosiła 99 osób/km² (wśród 2290 gmin Akwitanii Marsas plasuje się na 516. miejscu pod względem liczby ludności, natomiast pod względem powierzchni na miejscu 1195.).